# Feriado bancário
Um feriado bancário é um dia onde instituições financeiras entram em recesso e interrompem operações, em função de datas comemorativas (civis ou religiosas). Em tais dias operações como o pagamento de salários, transferências bancárias ou mesmo pagamento de contas ou boletos são suspensas.

## Brasil
No Brasil, o vencimento de contas e demais pagamentos é postergado para o próximo dia útil, dependendo da esfera administrativa do feriado (nacional, estadual ou municipal).
Normalmente não há distinção prática entre feriados comuns e feriados bancários, porém em circunstâncias excepcionais o governo pode declarar um feriado bancário em casos de crise, quando há risco de pânico bancário. 
Feriados bancários podem ainda ser declarados em dias de "feriado prolongado", ou seja, dias úteis entre dois feriados ou entre um feriado e um fim de semana, como por exemplo a terça-feira de carnaval.

## Reino Unido
O termo é comumente usado em inglês para se referir a qualquer feriado nacional no Reino Unido, na República da Irlanda e nas dependências da Coroa, sejam eles estabelecidos em estatuto, declarados por proclamação real ou mantidos por convenção sob a lei comum.  